# Mircea Rednic
Mircea Rednic, född 9 april 1962 i Hunedoara, är en rumänsk fotbollstränare och före detta spelare. Rednic representerade Rumänien vid VM 1990 och EM 1984. Han tog brons med Rumäniens U20-landslag vid U20-VM 1981. Han var senast tränare i Dinamo București.